# Liste der Monuments historiques in Lacroix-sur-Meuse
Die Liste der Monuments historiques in Lacroix-sur-Meuse führt die Monuments historiques in der französischen Gemeinde Lacroix-sur-Meuse auf.

## Liste der Immobilien
| Bezeichnung                  | Beschreibung | Standort                           | Kennzeichnung | Schutzstatus   | Datum | Bild           |
| ---------------------------- | --- | ---------------------------------- | ------------- | -------------- | ----- | -------------- |
| Waschhaus La Grande Fontaine | 1835/36 erbaut, Architekt Théodore Oudet | 28 rue du Général de Gaulle (Lage) | PA00106546    | Classé Inscrit | 1980  | weitere Bilder |
| Fort de Troyon               | Sperrfort des Système Séré de Rivières, von 1877 bis 1880 erbaut, 1900 und von 1916 bis 1918 verstärkt, heute Museum; auch auf dem Gebiet von Troyon | nordwestlich des Ortes (Lage)      | PA00132962    | Inscrit        | 1994  |                |

## Liste der Objekte
| Bezeichnung | Beschreibung                                                             | Standort                              | Kennzeichnung | Schutzstatus | Datum | Bild |
| ----------- | ------------------------------------------------------------------------ | ------------------------------------- | ------------- | ------------ | ----- | ---- |
| Kreuzweg    | 14 Gemälde; Ölfarbe auf Leinwand, Holzrahmen, 1933/34 von Lucien Lantier | in der Kirche St-Jean-Baptiste (Lage) | PM55002687    | Inscrit      | 2010  |      |